# Dziangszan
Dziangszan (ang. Jiangshanian):
- w sensie geochronologicznym: drugi wiek furongu (okres kambryjski), trwający około 4,5 miliona lat (od ~494 mln do ~489,5 mln lat temu). Dziangszan jest młodszy od paibu; młodsze, ostatnie piętro kambru nie ma jeszcze nazwy.
- w sensie chronostratygraficznym: drugie piętro furongu w systemie kambryjskim, wyższe od paibu.

Stratotyp dolnej granicy dziangszanu znajduje się we wsi Duibian koło miasta Jiangshan, na zachodzie prowincji Zhejiang w Chinach. Nazwa wieku/piętra wywodzi się od nazwy miasta. Granica ta odpowiada pierwszemu pojawieniu się w zapisie kopalnym trylobita Agnostotes orientalis, a także innego trylobita Irvingella angustilimbata; oba gatunki były kosmopolityczne.